# Ormyrus chalybeus
Ormyrus chalybeus is een vliesvleugelig insect uit de familie Ormyridae. De wetenschappelijke naam is voor het eerst geldig gepubliceerd in 1844 door Ratzeburg.